# Mudejar

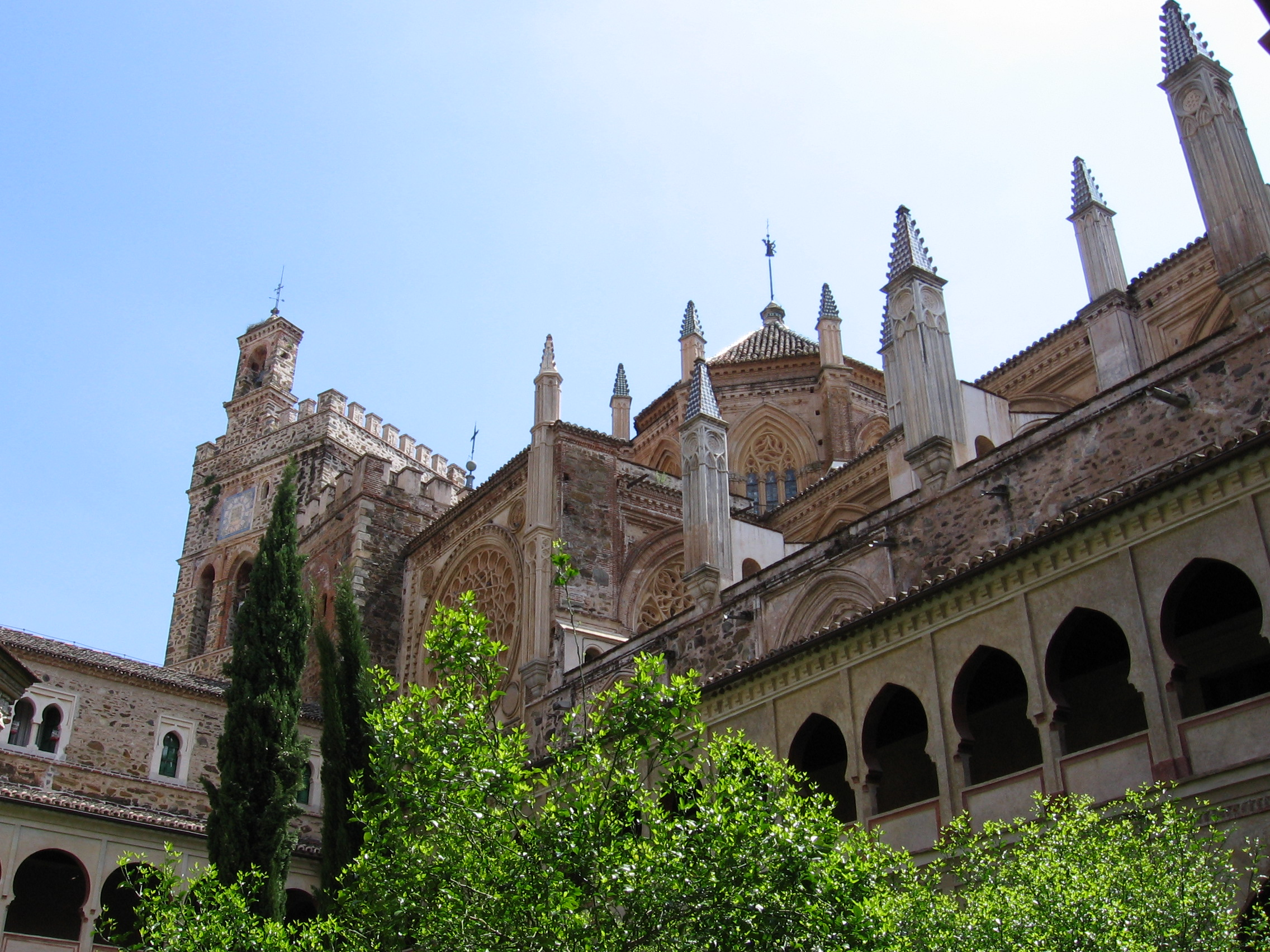
Stilul mudejar de la mănăstirea din Guadalupe

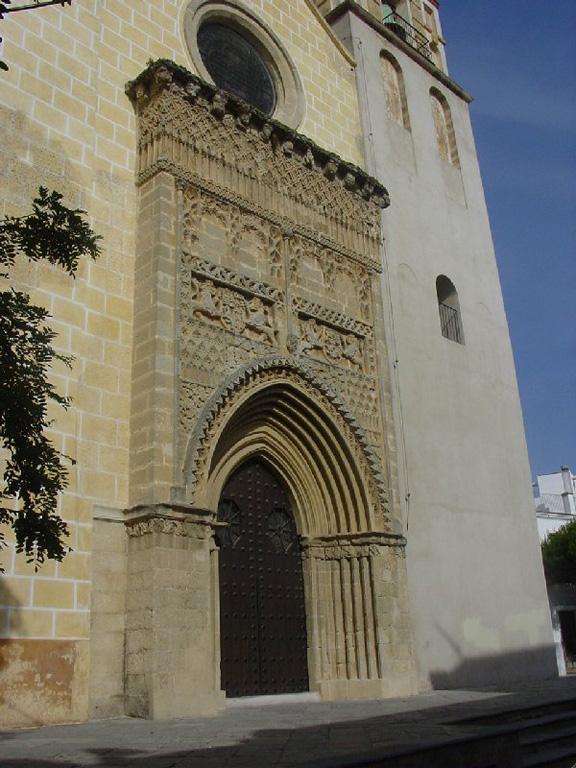
Poartă în stil mudejar din Sanlúcar de Barrameda

Mudejar (AFI: [muˈðexar]; provine din cuvântul arab مدجّ, mudaǧǧan care înseamnă „domestic” sau „domesticit”) este numele dat musulmanilor spanioli care au rămas să trăiască pe teritoriul cucerit de creștini, și sub control politic, în timpul procesului numit Reconquista („recucerirea”), care s-a întins în timpul Evului Mediu în Peninsula iberică. 
Acestor musulmani li s-a permis să-și folosească limba și obiceiurile. În timpul Evului Mediu au fost forțați să se convertească la creștinism, numiți apoi în noua condiție moriscos. 
Arta mudejar este un stil creat pentru creștini, dar care incorporează influențe, elemente sau materiale din stilul hispano-musulman, fiind vorba de un fenomen autohton și în exclusivitate hispanic.